# Pelargonium insularis
Pelargonium insularis là một loài thực vật thuộc họ Geraniaceae. Đây là loài đặc hữu của Yemen. Môi trường sống tự nhiên của chúng là vùng nhiều đá. Chúng hiện đang bị đe dọa vì mất môi trường sống.